# Droga wojewódzka 939
Droga wojewódzka 939 (DW939) je silnice, která se nachází v Slezském vojvodství v okrese Pszczyna a Těšín v jižním Polsku. Její délka je 18 km a spojuje město Pszczyna se státní silnicí č. 81. Začíná z křižovatky ulic Bielské a Cieszyńské na jihovýchodě města Pszczyna, končí ve vesnici Zbytky, kde se napojuje na státní silnici 81.

## Sídla ležící na trase silnice
- Pszczyna (DW931, DW933, DW935, DK1)
- Łąka
- Wisła Wielka
- Wisła Mała
- Strumeň
- Zbytky (DK81)